# Liste der Biografien/Vop
Liste der Biografien |
Portal Biografien |
Personensuche
# |
A |
B |
C |
D |
E |
F |
G |
H |
I |
J |
K |
L |
M |
N |
O |
P |
Q |
R |
S |
T |
U |
V |
W |
X |
Y |
Z |
?
 
Va |
Vd |
Ve |
Vh |
Vi |
Vj |
Vl |
Vn |
Vo |
Vr |
Vs |
Vt |
Vu |
Vy
 
Voa |
Vob |
Voc |
Vod |
Voe |
Vof |
Vog |
Voh |
Voi |
Voj |
Vok |
Vol |
Vom |
Von |
Voo |
Vop |
Vor |
Vos |
Vot |
Vou |
Vov |
Vow |
Vox |
Voy |
Voz
Die Liste der Biografien führt alle Personen auf, die in der deutschsprachigen Wikipedia einen Artikel haben. Dieses ist eine Teilliste mit 24 Einträgen von Personen, deren Namen mit den Buchstaben „Vop“ beginnt.

## Vop

### Vopa
- Vopava, Walter (* 1948), österreichischer Maler

### Vope
- Vopel, Bärbel (1943–2024), deutsche Politikerin (CDU)
- Vöpel, Dirk (* 1971), deutscher Politiker (SPD), MdB
- Vopel, Heinz (* 1938), deutscher Radrennfahrer
- Vopel, Heinz senior (1908–1959), deutscher Radrennfahrer
- Vöpel, Henning (* 1972), deutscher Ökonom
- Vopel, Hermann (1868–1928), deutscher evangelischer Geistlicher
- Vopel, Louis Wilhelm (1838–1899), deutscher Pelzhändler und Politiker (NLP), MdR
- Vopelius, Bernhard (1864–1952), deutscher Verleger
- Vopelius, Carl Philipp (1764–1828), deutscher Alaun- und Glasfabrikant
- Vopelius, Caspar († 1561), deutscher Astronom, Kartograph und Lehrer
- Vopelius, Eduard (1838–1871), deutscher Glasindustrieller
- Vopelius, Gottfried (1645–1715), Kantor der Leipziger Stadtschule St. Nikolai
- Vopelius, Johann († 1633), kursächsischer Offizier
- Vopelius, Johann Ludwig (1800–1846), deutscher Unternehmer in der Glasindustrie
- Vopelius, Karl Philipp (1830–1881), deutscher Glasindustrieller
- Vopelius, Karl Remy (1808–1850), deutscher Glasindustrieller
- Vopelius, Ludwig Wilhelm (1842–1914), deutscher Glasindustrieller
- Vopelius, Max von (1872–1932), deutscher Unternehmer in der Glasindustrie und saarländischer Politiker
- Vopelius, Richard (1843–1911), deutscher Unternehmer in der Glasindustrie, Verbandsvertreter, preußischer Politiker
- Vopěnka, Petr (1935–2015), tschechischer Mathematiker und Politiker

### Vopi
- Vopiscus, Publius Manilius, römischer Senator und Konsul (114)

### Vopp
- Voppel, Götz (1930–2025), deutscher Wirtschaftsgeograph und Hochschullehrer
- Voppel, Konrad (1925–2022), deutscher Kirchenmusiker